# Grèves de Gafsa
Pour les articles homonymes, voir Événements de Gafsa (1980).
Les grèves de Gafsa, également désignées sous les noms d'événements de Gafsa ou de révolte du bassin minier de Gafsa est un important mouvement social qui a secoué la région minière du sud-ouest tunisien — particulièrement la ville de Redeyef mais aussi Moularès, Métlaoui et Mdhilla  — pendant près de six mois en 2008.
Ces évènements ont pour cadre le bassin minier de Gafsa, riche en phosphate, à 350 kilomètres au sud-ouest de Tunis, dans une région durement frappée par le chômage et la pauvreté. Ce sont les plus importants troubles sociaux connus par la Tunisie depuis les « émeutes du pain » en 1984 et depuis l'arrivée au pouvoir du président Zine el-Abidine Ben Ali en 1987.
La répression par les autorités de ce mouvement social pacifique ponctué d'émeutes au fil des mois, qui mobilise de larges pans de la population locale, occasionne des morts, des centaines d'arrestations, des actes allégués de torture et de lourdes condamnations de diverses personnalités du monde associatif ou syndical ainsi que de journalistes ayant couvert les évènements.
Ces évènements sont considérés comme le début du processus conduisant à la révolution tunisienne, un an et demi plus tard, fin 2010, les grévistes victimes de la répression étant concernés par le décret 97 indemnisant les martyrs de la révolution,.

## Contexte
Si la région de Gafsa est un bassin minier riche en phosphates, la population locale ne bénéficie pas pour autant de la manne qui, d'après divers commentateurs dont l'avocate Radhia Nasraoui, profite essentiellement aux proches du pouvoir. Région minière mais aussi rurale, les conditions d'exploitation agricole y sont difficiles à cause de l'aridité.

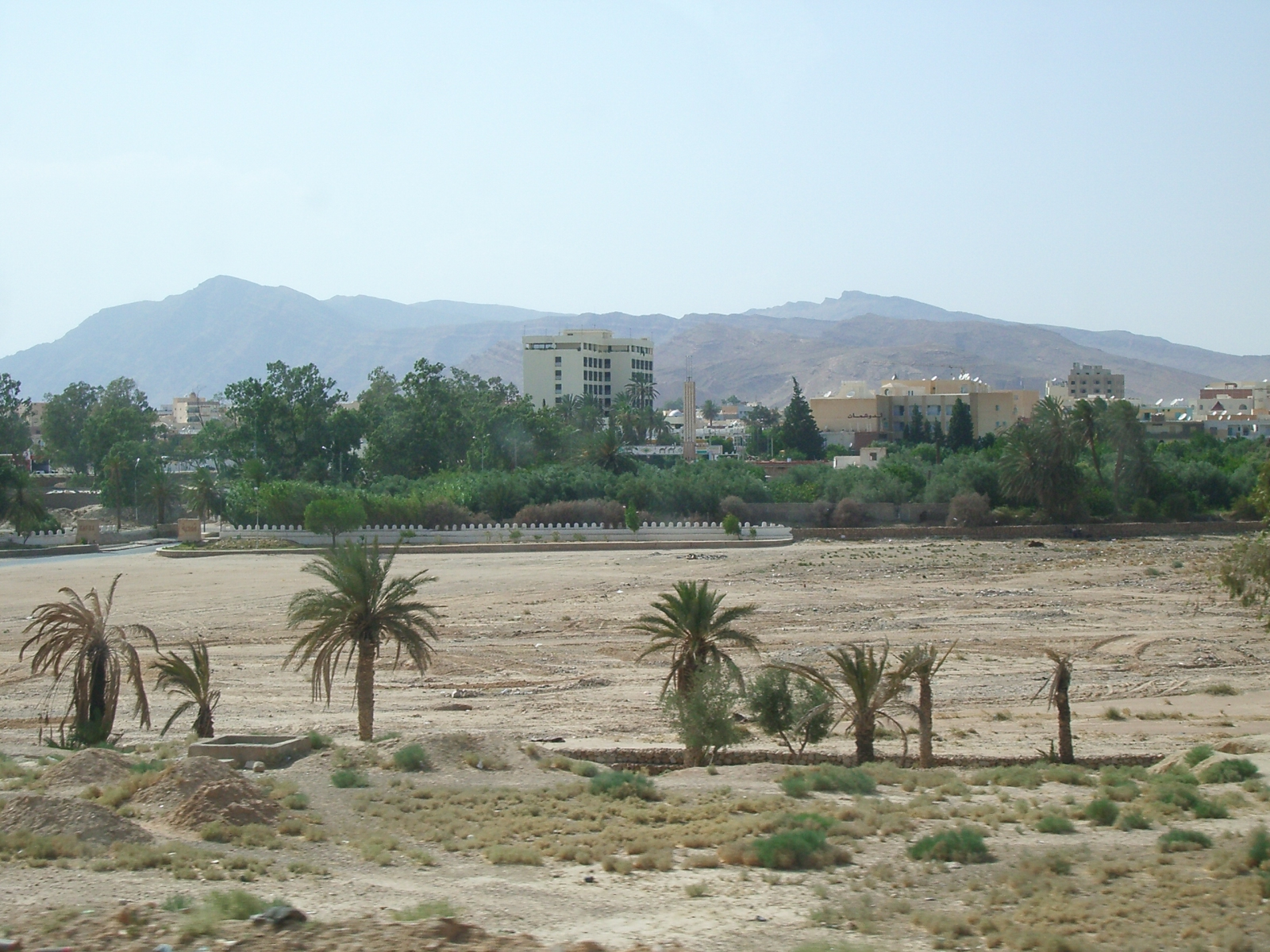
Vue de la ville de Gafsa.

La réalité socio-économique y est donc assez éloignée de celle des territoires septentrionaux, plus proches du littoral, où une économie de services et de PME permet une croissance annuelle appréciable, témoignant de la grande disparité régionale du « miracle économique » tunisien.
Malgré la dureté de la crise frappant une région dont l'économie est basée sur une mono-industrie en voie de mutation, l'État n'offre pas de plan de diversification de l'économie, pas plus qu'il ne crée de postes dans la fonction publique, et l'investissement privé reste insignifiant.
Plus encore, une partie de la population a le sentiment que la région ne bénéficie pas de la même sollicitude de la part du pouvoir central que d'autres régions à l'instar de ce qui s'est fait dans le Sahel, dont sont issues nombre de personnalités politiques et économiques tunisiennes.

### Chômage endémique

Statistiques du chômage dans la région.

Au début du XXIe siècle, dans ce bastion ouvrier qui, par le passé, s'est déjà montré rebelle vis-à-vis du pouvoir central, le taux d'inoccupation est massif (environ 30 %), particulièrement parmi les jeunes dont le taux de chômage est endémique, les excluant du système de protection — faute d'emploi — et les poussant ainsi vers la misère et le désespoir. Cette situation tend à se généraliser dans certaines zones du Maghreb.
Si le problème des « diplômés chômeurs » est particulièrement criant dans la région (où 62 % des diplômés sont sans travail), il n'en est pas moins généralisé en Tunisie où c'est le cas d'un diplômé sur deux. Cette situation a poussé ceux-ci à tenter de se structurer depuis mars 2007 dans un mouvement, l'Union des diplômés-chômeurs, qui, à l'initiative d'universitaires de Tunis, organise des manifestations pour dénoncer la précarité de leur condition et réclamer le droit au travail, à l'instar de ce qui se fait depuis 1991 au Maroc.
Cette fédération non reconnue mais jusqu'alors tolérée par le régime essaime à travers le pays de petits comités régionaux et locaux, notamment à Gafsa — où un rassemblement de leur comité régional est réprimé en septembre 2007 —, à Redeyef et à Moularès. Ce sont des membres de ces comités qui vont être les déclencheurs et les principaux entrepreneurs des mobilisations dans le bassin minier.

### Mono-industrie
L'exploitation du phosphate dans la région est à l'origine de la création même des villes qui vont être l'objet des soulèvements. L'employeur de la région est une entreprise publique d'exploitation du phosphate, la Compagnie des phosphates de Gafsa (CPG) qui assure le plein emploi et procure à la population locale les services et infrastructures (distribution de l'eau et de l'électricité, hôpital, magasins, clubs sportifs, etc.), prenant en charge la quasi-intégralité de la vie sociale et économique jusqu'au milieu des années 1970. Une partie des services sont alors transférés vers des sociétés publiques ou privées.
Puis, au milieu des années 1980, en raison de la fermeture des mines de fond au profit de celles à ciel ouvert et de la mécanisation des mines, une politique de « modernisation » consiste à ne plus remplacer les départs à la retraite et à ne plus créer d'emplois, dans un plan stratégique soutenu par la Banque mondiale. La CGP voit le nombre de ses effectifs passer de 14 000 dans les années 1980 à 5 000 au début des années 2000, en même temps que la productivité — passant de 4,5 millions de tonnes en 1985 à 8 millions de tonnes à la veille des évènements — et les profits générés augmentent de manière significative.

### Clientélisme
Malgré ces mutations importantes, le tissu économique du bassin n'a pas pour autant évolué et n'a connu aucun redéploiement pendant 25 ans, une situation qui nourrit au sein d'une partie de la population le sentiment d'être « laissée pour compte » malgré sa contribution passée à la richesse du pays. Dans cette zone paupérisée, la CGP a perpétué les mécanismes de clientélisme et de contrôle — typique de la politique économique tunisienne — lors de la « reconversion » du bassin. Les fonds destinés à la mise en place de petites entreprises, pour pallier la disparition des emplois miniers, ont été détournés suivant les circuits clientélistes. Il profite à quelques individus et à des zones non minières, en contradiction avec l'objectif de ces fonds, pour un résultat marginal en matière de développement économique.
Une partie des emplois disponibles à la suite des départs en préretraite est censée, à la suite d'un accord entre l'Union générale tunisienne du travail (UGTT) et la CPG, être octroyée prioritairement aux habitants de la région, notamment aux enfants des ouvriers de la compagnie mutilés ou morts.

## Événements
La contestation touche l'ensemble du bassin minier à l'exception de la ville de Gafsa. Elle démarre à Redeyef, une ville de 26 000 habitants, avant de gagner les autres villes minières de Moularès (24 500 habitants), Mdhilla (12 500 habitants) et Métlaoui(37 000 habitants).
Dans une région économiquement exsangue, c'est à l'occasion d'un concours d'embauche de la CPG que la révolte éclate le 7 janvier 2008 à Redeyef. Mille candidats se présentent pour seulement 81 postes à pourvoir et les résultats affichés sont jugés frauduleux, ne respectant pas les accords en termes de quotas pour les fils de mineurs estropiés, les orphelins, etc., et marqués par le clientélisme, la corruption et le népotisme : ils provoquent un tollé parmi les candidats.

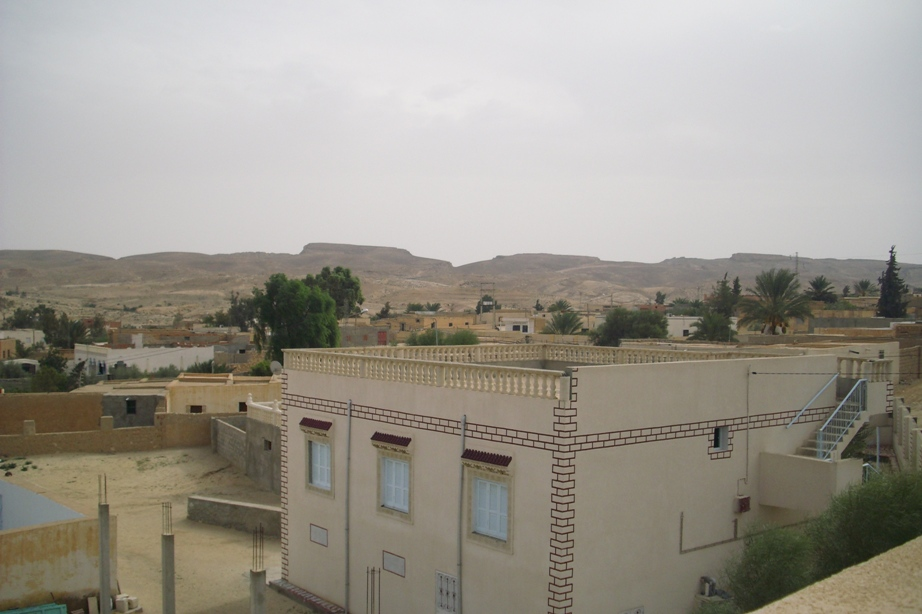
Vue de Redeyef.

Les contestataires installent des tentes afin de bloquer la circulation des trains entre les carrières et les usines de la CGP, bloquant la production. Ils sont bientôt rejoints par des veuves de mineurs et leurs familles. En signe de protestation, de jeunes chômeurs occupent le siège régional de l'UGTT à Redeyef, dénonçant une politique de l'emploi injuste et un potentat local, Amara Abbassi, à la fois patron de plusieurs entreprises de sous-traitance pour la CPG, éminence de l'UGTT régionale et député du parti au pouvoir, le Rassemblement constitutionnel démocratique. Ils dénoncent en outre provocations, pillages et saccages auxquels se livrent régulièrement les forces de l'ordre. Redeyef devient le centre de la contestation régionale.
Les grèves, les rassemblements et les manifestations s'étendent rapidement à de nombreuses catégories de la population protestant contre la corruption, le chômage et la cherté de la vie : les chômeurs diplômés de l'université et leurs familles manifestent, les invalides de la CGP organisent des sit-in et les mères des manifestants arrêtés protestent à leur tour. De nombreux enseignants, étudiants et lycéens se joignent au mouvement ; les femmes prennent également une part active à la contestation, dans un mouvement qui se veut pacifique. Le mouvement se traduit ainsi durant des mois sous forme de manifestations sporadiques.

### Peu de relais
La base populaire du mouvement rencontre l'opposition des cadres de l'UGTT dont le dirigeant régional, visé par les accusations de clientélisme et de compromission, menace de sanction les syndicalistes qui participent à la contestation. Cependant, certaines figures marginales du syndicalisme de Redeyef s'imposent à la tête du mouvement — plus particulièrement Adnane Hajji, secrétaire général de l'enseignement obligatoire de Redeyef, et l'instituteur Bechir Laabidi. Ils lui permettent de se structurer, du moins à Redeyef, et tentent de jouer un rôle d'intermédiaires entre les autorités et les chômeurs en colère. Néanmoins, les syndicats de base des villes de Moularès, Mdhilla et Métlaoui refusent de prendre en charge les mouvements protestataires locaux.
Les événements sont également révélateurs d'une coupure entre, d'une part, les ouvriers et les cadres de la CPG qui, bénéficiant de conditions relativement favorables en matière de salaire ne participent que peu aux différentes mobilisations, et d'autre part les « laissés pour compte » du marché du travail.
Les partis politiques d'opposition, en ordre dispersé, sans leadership et essentiellement préoccupés par l'échéance présidentielle de 2009, tardent à soutenir le mouvement et s'avèrent incapables d'en faire un enjeu politique national. Une certaine gêne transparait même chez des candidats comme Ahmed Néjib Chebbi, fondateur du Parti démocrate progressiste, pourtant désireux de créer une dynamique populaire autour de sa candidature, soulignant le hiatus qui existe entre des forces politiques d'opposition très faibles et les aspirations d'une partie de la population tunisienne marginalisée. C'est ainsi assez tardivement que les partis d'opposition s'associent au mouvement, souvent depuis Tunis.
Par contre, le mouvement reçoit le soutien de diverses ONG tunisiennes indépendantes comme la Ligue tunisienne des droits de l'homme (LTDH) ou l'Association tunisienne des femmes démocrates, des associations dont l'action au niveau national est largement entravée par le pouvoir ; ce sont principalement les militants locaux qui tentent d'apporter un soutien concret aux habitants du bassin.
À Kairouan, Messaoud Romdhani, un enseignant responsable de la section de la LTDH prend l'initiative de créer un Comité national de soutien aux populations du bassin minier dès le mois de février mais, surveillé par la police, il est empêché de quitter sa ville. À l'étranger, des comités de soutien voient le jour à l'initiative de Tunisiens immigrés originaires du bassin de Gafsa, notamment à Nantes et Paris, où un Comité de soutien aux habitants du bassin minier de Gafsa est présidé par Mohieddine Cherbib.
La plupart de ces initiatives peinent à relayer le mouvement au-delà de sa région et la médiatisation du mouvement se fait essentiellement à travers Internet, par la diffusion de films ou de photographies prises à l'aide de téléphones portables. Des images professionnelles de certains évènements sont diffusées sur la chaîne satellitaire d'opposition Al-Hiwar Attounsi (Le Dialogue tunisien) mais leur auteur, le journaliste Fahem Boukaddous doit fuir le pays en juillet 2008 ; il est condamné par contumace à six ans de prison.

### Revendications
Les revendications du mouvement formulées par la voix de Hajji, qui s'est choisi « détermination et dignité » pour devise, sollicitent, outre la fin de la répression, l'annulation des résultats du concours contesté, des mesures d'accès à l'emploi pour les chômeurs-diplômés, une politique d'investissements industriels de la part des pouvoirs publics, l'accessibilité aux services minimaux pour les plus pauvres (eau, électricité mais aussi enseignement ou santé) ou encore le respect des normes internationales relatives à l'environnement.
Si des négociations sont entamées par trois rencontres entre les syndicalistes et les autorités nationales au mois de mai, pour tenter de sortir de la crise, la situation ne se dégrade pas moins à la fin du mois ; elle est probablement, selon les commentaires de Hajji, exacerbée par des éléments provocateurs infiltrés par les personnalités corrompues de la région qu'un accord n'arrange pas.

### Répression
Après plusieurs mois, l'État tunisien dépassé par une contestation générale qui a gagné une partie du sud du pays, répond au mouvement social avec violence pour reprendre le contrôle de la région et engage la répression. La violence d'État est de plus en plus brutale face à cette cohésion populaire inédite dans l'histoire moderne de la Tunisie ; les enlèvements de jeunes se multiplient, les fuyards réfugiés dans les montagnes pour éviter la torture sont traqués, des familles sont brutalisées et les forces de l'ordre utilisent bientôt les balles réelles contre les protestataires.

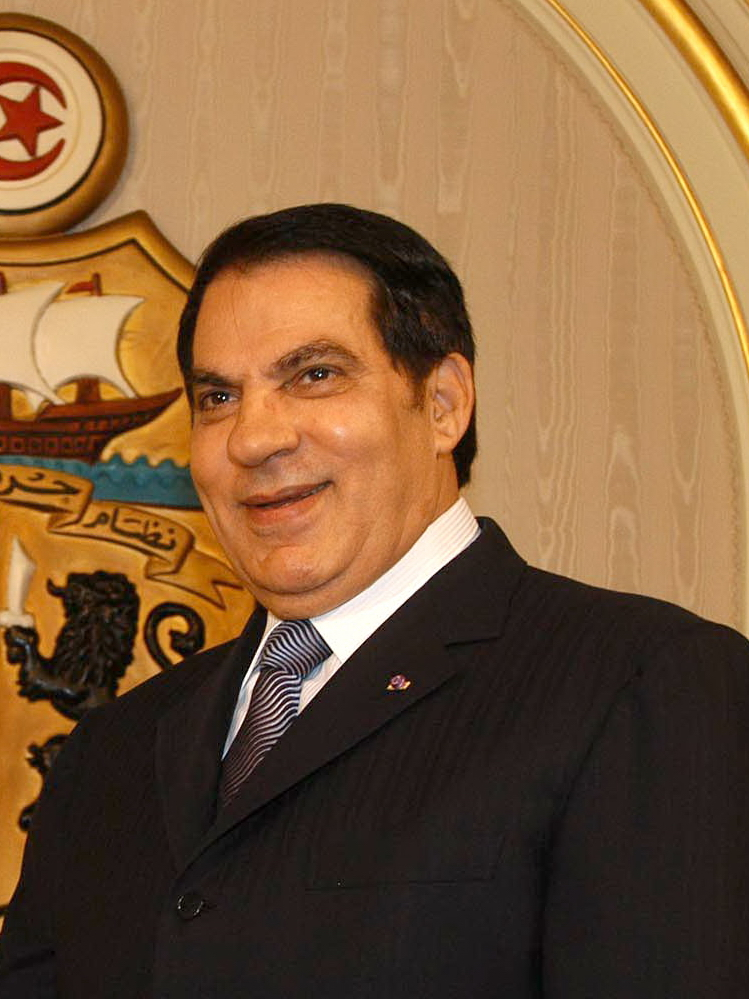
Portrait du président Zine el-Abidine Ben Ali en novembre 2008.

En juin 2008, un jeune manifestant est tué par balle lors d'une action des forces de l'ordre à Redeyef, ce qui augmente la colère des manifestants. Le mouvement est alors sévèrement réprimé, les sources faisant état de 8 à 28 blessés lors d'affrontements avec les forces de l'ordre qui opèrent de nombreuses arrestations. Le 7 juin, le président Ben Ali substitue alors l'armée à la police et Redeyef est encerclée par un déploiement d'unités blindées, qui renforce le siège du bassin minier, avant d'être occupée militairement. Adnane Hajji, leader charismatique du mouvement est arrêté la nuit du 21 au 22 juin en compagnie d'autres syndicalistes, malgré son approbation de l'intervention du pouvoir central.
Des protestations s'élèvent de la part de diverses organisations de la société civile, voire dans les milieux politiques de la mouvance présidentielle. L'UGTT réclame leur libération et, à Redeyef, les jeunes continuent à manifester pour dénoncer les arrestations.
À la fin du mois de juillet 2008, à la suite d'une marche pacifique en signe de solidarité avec les protestataires arrêtés en juin, quatre enseignants sont encore arrêtés ainsi qu'une militante de la LTDH, membre de l'Association de lutte contre la torture en Tunisie, Zakia Dhifaoui, arrêtée au domicile de l'épouse de Hajji et condamnée en août 2008 à huit mois de prison pour sa participation à la manifestation.

### Annonces de réformes
À la mi-juillet 2008, Ben Ali annonce une série de limogeages à la suite des « irrégularités commises par les responsables de la  CPG, dans les opérations de recrutement, suscitant la désillusion et la déception des jeunes concernés par ces opérations » : le président de la CPG est démis, le gouverneur de Gafsa est muté, le délégué de Reyedef est remplacé et le conseil municipal de Gafsa dissout. Par contre, Amara Abbassi, le potentat incriminé par le mouvement, reste en place.
Une série d'investissements sont annoncés dans la région, à hauteur de 944 millions de dinars (près de 500 millions d'euros), censés générer 9 000 emplois permanents mais laisse les observateurs circonspects, particulièrement après la crise financière.
De fait, en février 2010, 18 mois après ces annonces et plus deux ans après le début des troubles et alors que des évènements similaires se sont déroulés dans la ville de Skhira au début du mois, les leaders libérés du mouvement constatent une situation inchangée et toujours « explosive » : la ville de Redeyef vit sous un « terrible siège policier » et la corruption s'y serait aggravée, l'argent public investi dans des sociétés de sous-traitance créées depuis ayant été détourné au profit de leurs dirigeants. Les contestataires dénoncent le mutisme des autorités, leur renoncement aux projets promis et une oppressante présence policière. Les demandes d'enquêtes sur la corruption, d'élargissement des prisonniers restant enfermés et la réintégration des fonctionnaires arrêtés et privés de leur postes s'ajoutent aux revendications précédentes.
En juin 2010, les initiatives concrètes concernent l'installation de différentes unités de l'entreprise de câbles pour automobile Yazaki à Moularès et Gafsa, créant 1 300 emplois ainsi que l'implantation d'une briqueterie à Mdhilla.
Début 2017, la ministre de l'Énergie, des Mines et des Énergies renouvelables, Hela Cheikhrouhou, demande à la Compagnie des phosphates de Gafsa de se pencher sur un contrat programme pour la période 2017-2020 afin de proposer une stratégie à moyen terme pour la réhabilitation économique et financière du secteur des phosphates.

## Bilan
Le bilan humain des troubles s'élève à au moins trois morts, des dizaines de blessés et des centaines d'arrestations. Si de nombreuses personnes arrêtées sont rapidement relâchées ou simplement condamnées pour voie de fait, des témoignages attestent de l'enlèvement, par des agents en civil de la police politique, de dizaines de personnes dont certaines sont soumises à la torture. Les leaders du mouvement sont quant à eux lourdement condamnés.

### Condamnations
En décembre 2008, 38 syndicalistes passent en jugement : cinq sont relaxés mais les autres sont condamnés à des peines allant de deux ans d'emprisonnement avec sursis à dix ans d'emprisonnement ferme. Les six dirigeants du mouvement écopent de la peine maximale, accusés « d'avoir pris la tête de manifestations portant atteinte à l'ordre public, lors desquelles des pierres et des cocktails Molotov étaient lancés contre les forces de l'ordre », dans un procès dénoncé par leurs défenseurs comme une « parodie de justice ».
Plusieurs journalistes ou syndicalistes sont condamnés par contumace, ainsi que l'un des animateurs en France du mouvement de solidarité avec les victimes de la répression, Mohieddine Cherbib, condamné par contumace à deux ans et deux mois d'emprisonnement. Les fonctionnaires ayant participé aux manifestations sont radiés de la fonction publique, privant leurs familles de salaires.
Une forte mobilisation internationale amène à la révision du procès en appel. Mais, en février 2009, la cour d'appel de Gafsa n'allège que peu le verdict de la trentaine de prévenus et inflige des peines qui demeurent très lourdes. Ainsi Adnane Hajji, le porte-parole du mouvement, et Bechir Laabidi voient leurs peines passer à huit ans de réclusion. Mais ce procès est l'occasion pour les accusés de pointer du doigt la torture et de la corruption.

### Élargissements
À la suite des pressions exercées par diverses ONG tunisiennes, les mouvements de défense des droits de l'homme mais aussi à la demande de l'UGTT et de plusieurs partis d'opposition tunisiens, le président Ben Ali accorde la libération conditionnelle aux manifestants emprisonnés à l'occasion du 22e anniversaire de son accession à la présidence, le 7 novembre 2009. Une soixantaine de personnes interpellées après les heurts, dont Adnane Hajji, sont alors libérées après avoir passé un an et demi en prison.
Le 18 septembre 2010, le Comité national de soutien aux populations du bassin minier communique que les syndicalistes meneurs du mouvement social n'ont toujours pas réintégré leur emploi.
Le 25 novembre, les syndicalistes de l'enseignement primaire de la région de Gafsa organisent une nouvelle grève des établissements scolaires en soutien des prisonniers élargis en novembre 2009, ces derniers n'ayant toujours pas été réintégrés dans leurs fonctions et faisant l'objet d'une surveillance constante et de harcèlements quotidiens. Les protestataires réclament également la libération des militants restés incarcérés et arguent, en outre, l'absence de projets de développement pour la région. Cette grève reçoit le soutien de la plupart de syndicats français.

### Poursuites
À la suite de la libération conditionnelle de ces prisonniers, le syndicaliste Hassan Benabdallah se rend aux autorités en décembre 2009 ; il est condamné par la cour d'appel à quatre ans et six mois d'emprisonnement.
En juillet 2010, le journaliste Fahem Boukaddous, précédemment condamné par contumace à six ans d'emprisonnement, est condamné à quatre ans d'emprisonnement après qu'il s'est également présenté aux autorités. Cette condamnation supplémentaire, à la suite d'un procès estimé inéquitable par les observateurs, soulève les protestations des associations de défense des droits de l'homme tandis que les États-Unis font part de leur « profonde inquiétude » concernant le recul des libertés en Tunisie. De leur côté, les autorités judiciaires tunisiennes affirment que le journaliste faisait partie d'un « groupe criminel » responsable de dégâts occasionnés à des bâtiments ou encore de « blessures sérieuses » causées à des officiers.
En octobre 2010, le journaliste entame une grève de la faim pour obtenir sa libération ou, à tout le moins, de meilleures conditions d'incarcération. Son épouse — suivie en permanence par les forces de l'ordre — venue le visiter est battue par la police dans les rues de Gafsa. La direction de la prison s'étant engagée à améliorer ces conditions, Fahem Boukaddous met un terme à sa grève de la faim après 39 jours.
À la faveur de la révolution tunisienne, les deux hommes sont libérés le 19 janvier 2011 par le gouvernement de transition.

### Articles
- Nabila Abbas, « Les temps de l'imaginaire révolutionnaire : Temporalités de l'agir politique dans la révolution tunisienne », Participations, vol. 31, no 3,‎ 2022, p. 165–195 (ISSN 2034-7650, DOI 10.3917/parti.031.0165).
- Amin Allal, « Un homme, un vrai ! : Halima, une femme rebelle à Gafsa (Tunisie) », dans Laurent Bonnefoy et Myriam Catusse (dir.), Jeunesses arabes : Du Maroc au Yémen : loisirs, cultures et politiques, Paris, La Découverte, 2013 (présentation en ligne), p. 100-104.
- Pierre Blavier, « Révolte du bassin minier de Gafsa en 2008 et révolution tunisienne de 2010, un même mouvement révolutionnaire ? », dans De la colonie à l'État-nation : constructions identitaires au Maghreb, Tunis, Institut de recherche sur le Maghreb contemporain, coll. « Maghreb et sciences sociales », 2012 (ISBN 979-10-365-9314-7), p. 289–298.
- Amin Allal et Karine Bennafla, « Les mouvements protestataires de Gafsa (Tunisie) et Sidi Ifni (Maroc) : des mobilisations en faveur du réengagement de l'État ou contre l'ordre politique ? », Revue Tiers Monde, no Hors-série,‎ mai 2011, p. 27-46 (lire en ligne).
- Amin Allal, « Réformes néolibérales, clientélismes et protestations en situation autoritaire : les mouvements contestataires dans le bassin minier de Gafsa en Tunisie (2008) », Politique africaine, no 117,‎ mars 2010, p. 107-125 (présentation en ligne).
- Amin Allal, « Ici, si ça ne bouge pas ça n'avance pas, les mobilisations protestataires de l'année 2008 dans la région minière de Gafsa : réformes néolibérales, clientélismes et contestation », dans Myriam Catusse, Blandine Destremau et Éric Verdier (dir.), L'État face aux débordements du social au Maghreb : formation, travail et protection, Paris, Éditions Karthala, 2009 (ISBN 978-2811103194), p. 173-186.
- Larbi Chouikha et Vincent Geisser, « Retour sur la révolte du bassin minier : les cinq leçons politiques d'un conflit social inédit », L'Année du Maghreb, no 6,‎ 2010 (ISSN 1952-8108, lire en ligne).
- Larbi Chouikha et Éric Gobe, « La Tunisie entre la « révolte du bassin minier de Gafsa » et l'échéance électorale de 2009 » », L'Année du Maghreb, no 5,‎ 2009, p. 387-420 (ISSN 1952-8108, lire en ligne).
- (en) Sami Zemni, « From socio-economic protest to national revolt : The labor origins of the Tunisian revolution », dans Nouri Gana (dir.), The Making of the Tunisian Revolution : Contexts, Architects, Prospects, Édimbourg, Edinburgh University Press, 2013 (ISBN 978-0-7486-9104-3), p. 127–146.
- (en) Sami Zemni, « The Tunisian Revolution : Neoliberalism, Urban Contentious Politics and the Right to the City », International Journal of Urban and Regional Research (en), vol. 41, no 1,‎ 2017, p. 70–83 (ISSN 0309-1317, DOI 10.1111/1468-2427.12384).

### Ouvrages généralistes
- Myriam Catusse, Blandine Destremau et Éric Verdier (dir.), L'État face aux débordements du social au Maghreb : formation, travail et protection, Paris, Éditions Karthala, 2010, 458 p. (ISBN 978-2811103194, présentation en ligne).
- Karima Dirèche, Aurélia Dusserre et Nessim Znaien, Une histoire politique du Maghreb contemporain : des années 1950 à nos jours, Paris, Armand Colin, 2023 (ISBN 978-2-200-63758-3).
- Béatrice Hibou, La force de l'obéissance : économie politique de la répression en Tunisie, Paris, La Découverte, 2006, 362 p. (ISBN 978-2-7071-4924-4, présentation en ligne).

### Vidéographie
- Maudit soit le phosphate de Samy Tlili, Nomadis Images, Tunisie, 2012.
- Leila Khaleb, la Tunisienne, Comité national de soutien aux populations du bassin minier, Tunisie, 2009.